# Єгипет на Олімпійських іграх
Єгипет почав брати участь в Олімпійських іграх з 1912 року. Нарівні з Іраком і Ліваном Єгипет бойкотував Олімпіаду 1956 року на знак протесту проти вторгнення Ізраїлю, Великої Британії та Франції під час Суецької кризи. А проте троє наїзників з Єгипту взяли участь у змаганнях з кінного спорту, які відбулися у Швеції на п'ять місяців раніше офіційного старту Олімпіади (через введення карантину в Австралії, яка приймала Ігри). 1976 року Єгипет підтримав Панафриканський бойкот проти Нової Зеландії, яка мала зв'язки з расистським режимом ПАР. Також країна бойкотувала Московську Олімпіаду 1980 року. У зимових Олімпійських іграх Єгипет брав участь лише один раз. 1984 року на Іграх у Сараєво Єгипет представляв гірськолижник Джаміль ель-Ріді.
Усього єгипетські спортсмени завоювали 24 медалі, переважно в змаганнях з важкої атлетики.
Національний Олімпійський комітет Єгипту утворений 1910 року.

## Медалі

### Медалі за іграми
| Games             | Золото         | Срібло         | Бронза         | Загалом        |
| Стокгольм 1912    | 0              | 0              | 0              | 0              |
| Антверпен 1920    | 0              | 0              | 0              | 0              |
| Париж 1924        | 0              | 0              | 0              | 0              |
| Амстердам 1928    | 2              | 1              | 1              | 4              |
| Лос-Анджелес 1932 | не брав участі | не брав участі | не брав участі | не брав участі |
| Берлін 1936       | 2              | 1              | 2              | 5              |
| Лондон 1948       | 2              | 2              | 1              | 5              |
| Гельсінкі 1952    | 0              | 0              | 1              | 1              |
| Мельбурн 1956     | не брав участі | не брав участі | не брав участі | не брав участі |
| Рим 1960          | 0              | 1              | 1              | 2              |
| Токіо 1964        | 0              | 0              | 0              | 0              |
| Мехіко 1968       | 0              | 0              | 0              | 0              |
| Мюнхен 1972       | 0              | 0              | 0              | 0              |
| Монреаль 1976     | 0              | 0              | 0              | 0              |
| Москва 1980       | не брав участі | не брав участі | не брав участі | не брав участі |
| Лос-Анджелес 1984 | 0              | 1              | 0              | 1              |
| Сеул 1988         | 0              | 0              | 0              | 0              |
| Барселона 1992    | 0              | 0              | 0              | 0              |
| Атланта 1996      | 0              | 0              | 0              | 0              |
| Сідней 2000       | 0              | 0              | 0              | 0              |
| Афіни 2004        | 1              | 1              | 3              | 5              |
| Пекін 2008        | 0              | 0              | 1              | 1              |
| Лондон 2012       | 0              | 2              | 0              | 2              |
| Ріо 2016          | 0              | 0              | 3              | 3              |
| Всього            | 7              | 9              | 13             | 29             |

### Медалі за видом спорту
| Sport          | Золото | Срібло | Бронза | Загалом |
| Важка атлетика | 5      | 2      | 4      | 11      |
| Боротьба       | 2      | 3      | 2      | 7       |
| Бокс           | 0      | 1      | 3      | 4       |
| Стрибки у воду | 0      | 1      | 1      | 2       |
| Дзюдо          | 0      | 1      | 1      | 2       |
| Фехтування     | 0      | 1      | 0      | 1       |
| Теквондо       | 0      | 0      | 2      | 2       |
| Всього         | 7      | 9      | 13     | 29      |